# Jakub Czakon
Jakub Czakon (ur. 30 grudnia 1985 w Katowicach) – polski szachista, mistrz międzynarodowy od 2005 roku.

## Kariera szachowa
W roku 2004 zdobył w Środzie Wielkopolskiej tytuł wicemistrza Polski juniorów do lat 20 oraz zajął III miejsce w kołowym turnieju w Legnicy. Rok wcześniej podzielił I miejsca w otwartych turniejach w  Dobczycach oraz w Koszalinie. W roku 2005 samodzielnie zwyciężył w Koszalinie. Kolejne sukcesy odniósł w turniejach open rozegranych w roku 2006: zajął I miejsce w Castelldefels i Aschach oraz podzielił I miejsca w Görlitz i w Leutersdorf. W 2007 podzielił I miejsce w turnieju open w San Sebastian oraz zwyciężył w turnieju Konik Morski Rewala w Rewalu.
Najwyższy ranking w dotychczasowej karierze osiągnął 1 października 2007 r., z wynikiem 2510 punktów zajmował wówczas 20. miejsce wśród polskich szachistów.